# クリストファ・トールキン
クリストファ・ジョン・ロウエル・トールキン（Christopher John Reuel Tolkien、1924年11月21日 - 2020年1月16日）は、作家J・R・R・トールキン（以下トールキン）の最もよく知られた息子（三男）であり、父親の死後に公表された多くの作品の編者でもある。

## 編者クリストファ
トールキンは、中つ国神話に関連した多くの記述を書いたが、生前には刊行されなかった。だが、かれはもともと『シルマリルの物語』(The Silmarillion)を『指輪物語』と共に出版しようとしていたのであり、その一部は完成していたが、未完成のまま1973年に死去した。
クリストファは長期にわたって、トールキンの物語の批評家的な聞き役の一人であった。幼い頃、ビルボ・バギンズの物語の初期稿を聞いたことに始まり、10代から青年期にあっては、15年にわたって構想中の『指輪物語』に対して多くの意見を述べた。クリストファ自身も、いくつかの本に掲載するための、父親の中つ国の自己矛盾する地図の描き直しを受け持った。1970年代の終わりには文字をはっきりさせ、誤りを訂正し脱落を補うために主要な地図を再作成した。
クリストファは父親のあとをついで、オックスフォード大学で英語の講師および指導教員になっていた。
父の死後、クリストファは大学を退職し父の多量のノートの整理にかかった。それらの文書の中には、半世紀も前に雑多な紙切れに書かれたものもあった。資料の多くは手書きで、消えかけた最初の草稿の上に、新たな草稿が清書されていることも頻繁にあった。その上、登場人物の名前が同じ草稿の中で変更されることもあったのである。これを判読することは大変な作業で、おそらくトールキンと個人的に親交があり、物語の発展に関わりを持った者にしか意味が分からなかっただろう。それでも、しばしばクリストファはその意味するところを知るためには推測に頼らなければならないことを認めている。
それにもかかわらず、ガイ・ケイとの共同作業を経て、1977年に『シルマリルの物語』を出版した。ひきつづいて1980年に『終わらざりし物語』を、1983年から2002年にわたって全12巻（および別巻）もの長大なシリーズとなった『中つ国の歴史』を出版した。晩年には、『フーリンの子供たち』、『ベレンとルーシエン』、『ゴンドリンの陥落』を出版した。
『シルマリルの物語』の一般とはかけ離れたスタイルや、『中つ国の歴史』における異常なほど緻密な分析にもかかわらず、トールキン・ファンはこれらの本の刷を重ねさせたので、少なくとも財政的には出版は賢明なことであった。もしクリストファの関心と熱意がなければ、これらトールキンの最良の物語は、研究者が時たま見ては混乱して当惑させられるだけで、どこかの大学の資料室で失われていただろう、とされている。